# Mezquite

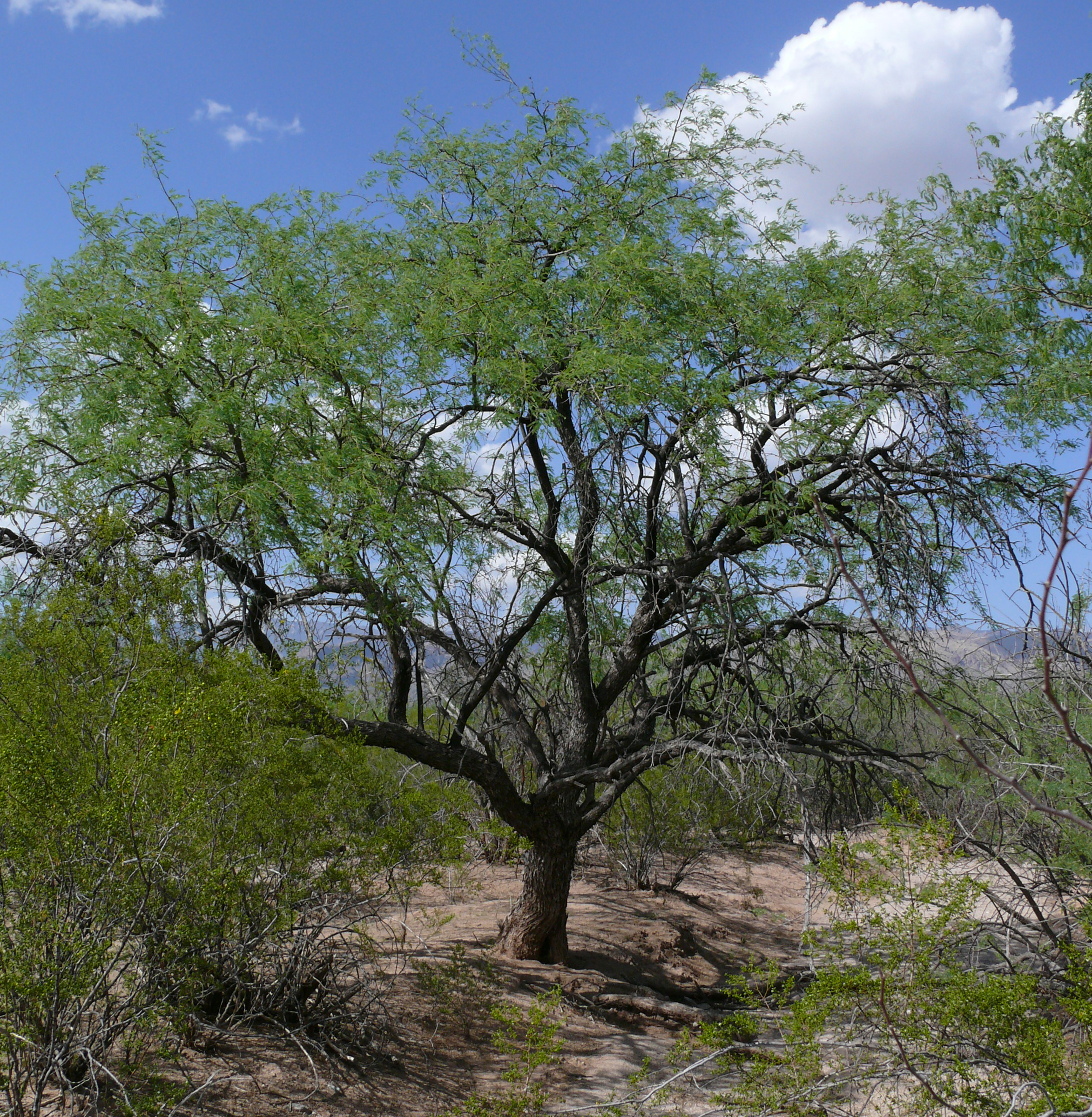
Un ejemplar de mezquite (Prosopis velutina) en Tucson, Arizona.

Los mezquites (del náhuatl mizquitl) son especies de plantas leguminosas del género Prosopis. Se encuentran principalmente en las zonas áridas y semiáridas de México, abarcando el centro-sur del país, donde su abundancia da nombre a algunas regiones, entre las que se encuentra el Valle del Mezquital, en el estado de Hidalgo; abundan especialmente en estados como Jalisco, Zacatecas,Tamaulipas, Aguascalientes y en la Zona Altiplano de San Luis Potosí, donde son considerados el árbol oficial. Su distribución se extiende por todo el norte del país y abarca hasta el sur de EE. UU., en Texas, el sudoeste de Kansas, y del sudeste de California al sudoeste de Utah y el límite sur del desierto de Sonora. Coincide en su área con el Palo fierro (Olneya tesota).
Los mezquites habitan también en el desierto de Chihuahua y otras regiones áridas de México. Además, hay un mezquite mediterráneo en las estepas de Siria y el norte de Irak. Asimismo, la especie Prosopis pallida fue introducida en Hawái en 1828, y ahora es muy común en las costas más secas de las islas: es el árbol llamado localmente kiawe, el cual es fuente primaria de la producción de miel monoflora (es decir, que se obtiene de la flor de una sola especie de planta).

## Descripción

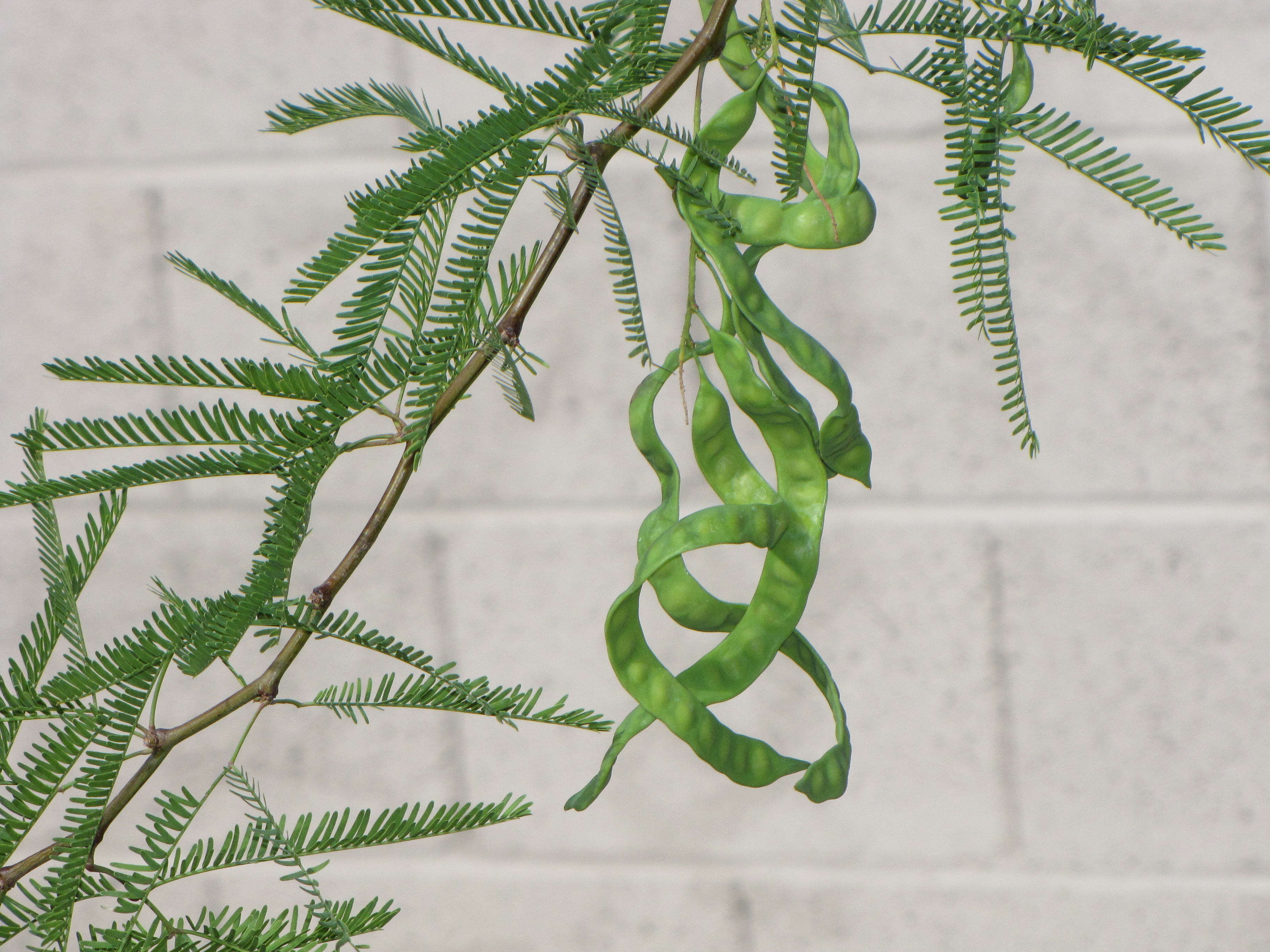
Legumbres del mezquite chileno (Prosopis chilenis).

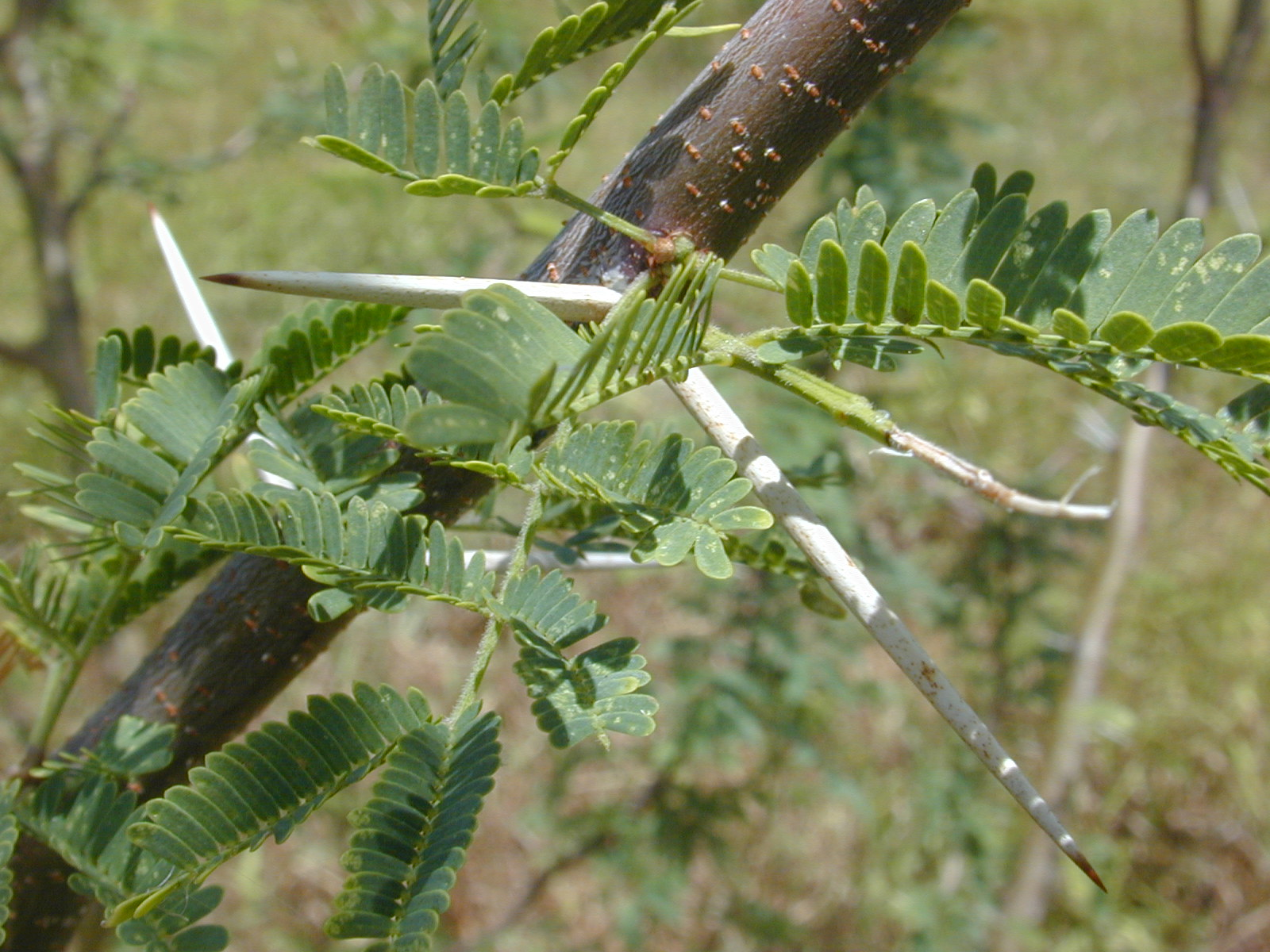
Espinas de un mezquite, en este caso Prosopis pallida.

Estos árboles caducifolios generalmente llegan a medir entre 6 y 9 m de altura, aunque es común encontrarlos como arbustos. Tienen hojas angostas, bipinnadas, compuestas, de 5 a 7,5 cm de largo y con puntas suaves, y ramas con espinas. El fruto que dan estos árboles, en forma de vaina, también es llamado mezquite y en Sonora México:Péchita.

## Especies
- Mezquite de miel (Prosopis glandulosa).
- Mezquite aterciopelado (Prosopis velutina).
- Mezquite progresivo (Prosopis strombulifera).
- Mezquite grano arrugado (Prosopis pubescens).
- Trupillo (Prosopis juliflora): esta especie se introdujo a Kenia en los 1980s en un intento por reducir la desertificación. Las plantas sobrevivieron sorprendentemente bien, al punto que se han convertido en una plaga. Aun así, sí se ha tenido un excelente éxito en la lucha para reducir la desertificación.[1]
- Huarango o algarrobo peruano (Prosopis pallida).
- Mezquite blando (Prosopis laevigata).
- Algarrobo negro NOA Argentina es (Prosopis nigra)

## Características
Los mezquites son plantas extremadamente duras, y tolerantes a la sequía debido a su extensísima red radicular y gruesa raíz principal. Su raíz se ha registrado hasta a 47 m de profundidad. Por supuesto, usarán el agua que energéticamente les resulta menos penoso, por lo que si existe agua superficial esta es la primera que absorberán.
Los mezquites crecen lentamente, por esta razón en algunas zonas de México, hay un uso indiscriminado de su leña. No obstante, en lugares como Texas, particularmente en el oeste y el centro, la proliferación de mezquites es parcialmente responsable del descenso de la capa freática. Sin embargo, el tamarisco ha tenido mucho más que ver con el intenso gasto de agua subterránea (en algunos casos inclusive desplazando a los mezquites).
La erradicación de los mezquites es difícil debido a la regeneración por renovales, ya que entierran sus renuevos 15 cm debajo del nivel del suelo. Además, estos árboles pueden regenerarse de un pedazo de raíz dejado en el suelo. Algunos herbicidas no son efectivos o solo lo son parcialmente. La técnica de remoción fuerte del terreno muestra su efectividad contra el rebrote, pero es costosa: más de 280 dólares por hectárea (en los Estados Unidos).
Para la extirpación del renuevo de mezquite la herramienta necesita penetrar unos 8 cm de profundidad. La herramienta será elegida en función de la granulometría (textura) y estructura del suelo.

## Beneficios
- Los mezquites dan buena sombra en hábitats donde otros árboles no prosperan.
- Siendo leguminosas, los mezquites hacen fijación de nitrógeno en el suelo donde crecen.
- La madera de mezquite es dura y se usa para fabricar muebles y accesorios. Como leña, arde lentamente. En las barbacoas, el humo de la madera aporta un aroma distintivo a la comida. La leña de mezquite se suele usar en México para la preparación del plato típico barbacoa y, en el norte del país, la carne asada.
- Las flores de mezquite dan un néctar para las abejas.
- Las hojas de mezquite se usan medicinalmente: la infusión de éstas se usa para el tratamiento de enfermedades de los ojos.
- Las semillas de mezquite pueden secarse y molerse para producir harina, y dan un dulce y mantecoso aroma a pan caliente; esta mezcla también se usa para hacer mermelada o vino.
- La harina de mezquite tiene propiedades nutricionales excepcionales. Contiene diversos minerales esenciales para el cuerpo humano, como el calcio (307.95 mg), el zinc (2.45 mg), el potasio (1,474.95 mg), el magnesio (111.68 mg) y el hierro (2.88) mg). Además, contiene un bajo índice glicémico, por lo que se puede usar como un edulcorante natural, apto para personas con diabetes. Asimismo, contiene 12 gramos de proteína y 32.15 gramos de fibra libre de gluten.[3]